# Prix Anagrama
Le Prix Anagrama d'essai (en espagnol : Premio Anagrama de Ensayo ; en catalan : Premi Anagrama d'Assaig), est un prix littéraire qui est attribué chaque année par la maison d'édition Editorial Anagrama à un auteur pour le meilleur essai inédit écrit en castillan. Le prix est doté de 8 000 euros.
Dans les bases du prix, il est spécifié que bien que le thème est libre, le jury préférera les travaux d'imagination critique à ceux de caractère érudit ou strictement scientifique.

## Histoire
Créé en 1973, il prend son nom de la maison d'édition Editorial Anagrama, qui édite les livres récompensés. La dotation est de 8 000 euros et le lauréat ainsi que le finaliste seront publiés en mars de l'année suivant la cérémonie, qui a lieu en avril.

## Lauréats

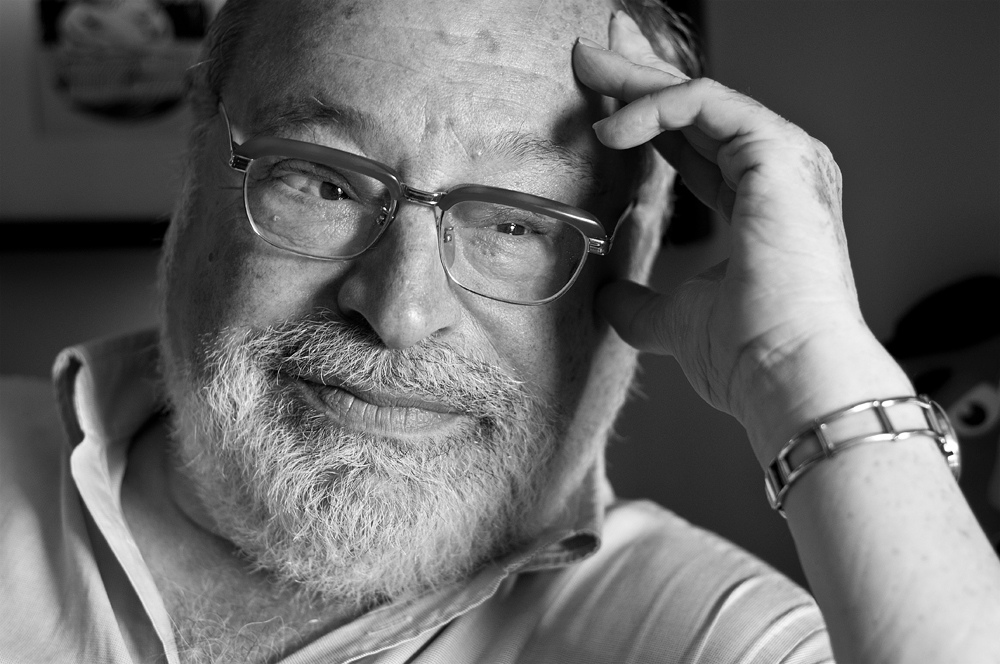
Fernando Savater, lauréat en 1982.

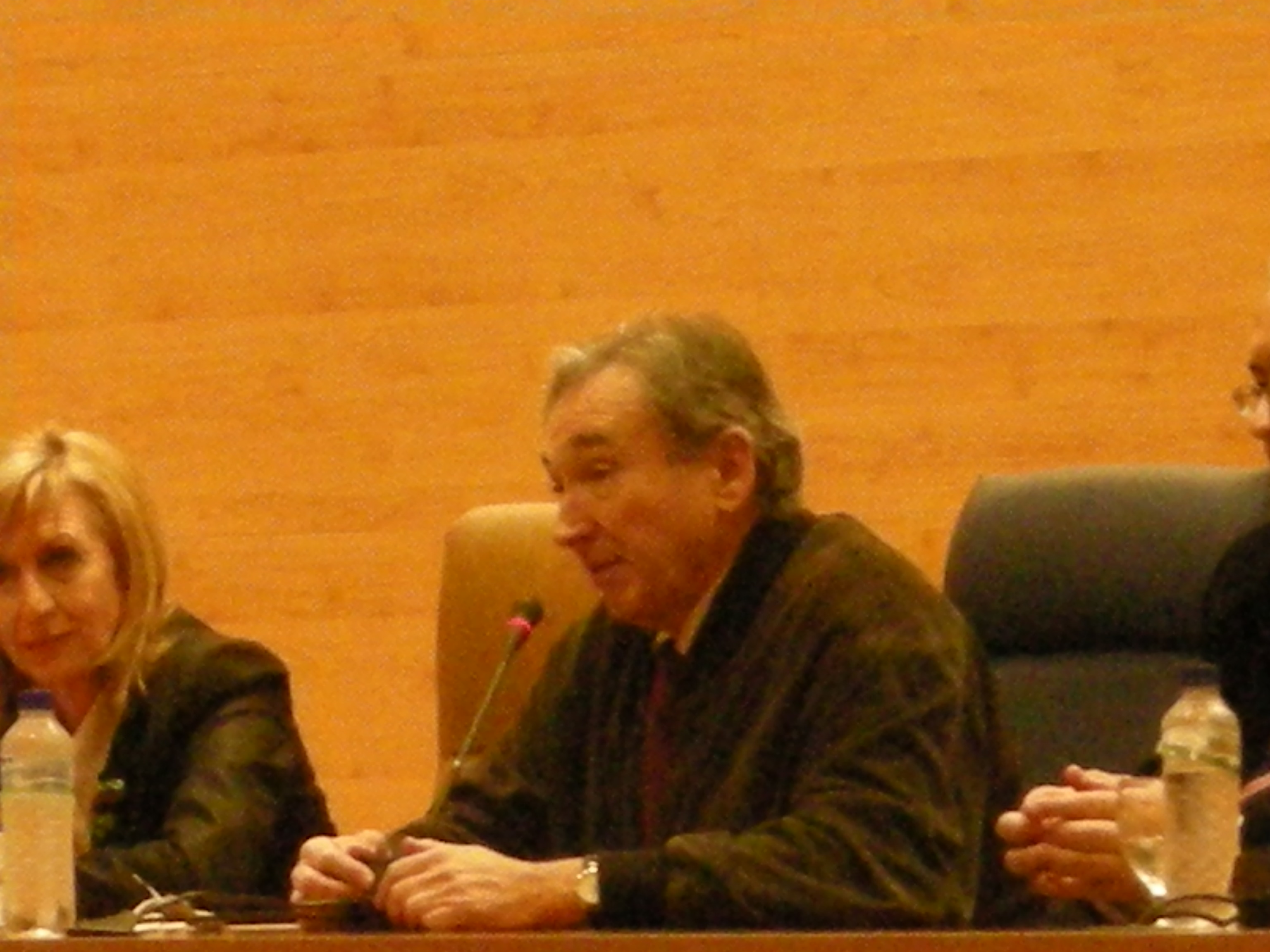
Antonio Elorza, lauréat en 1984.

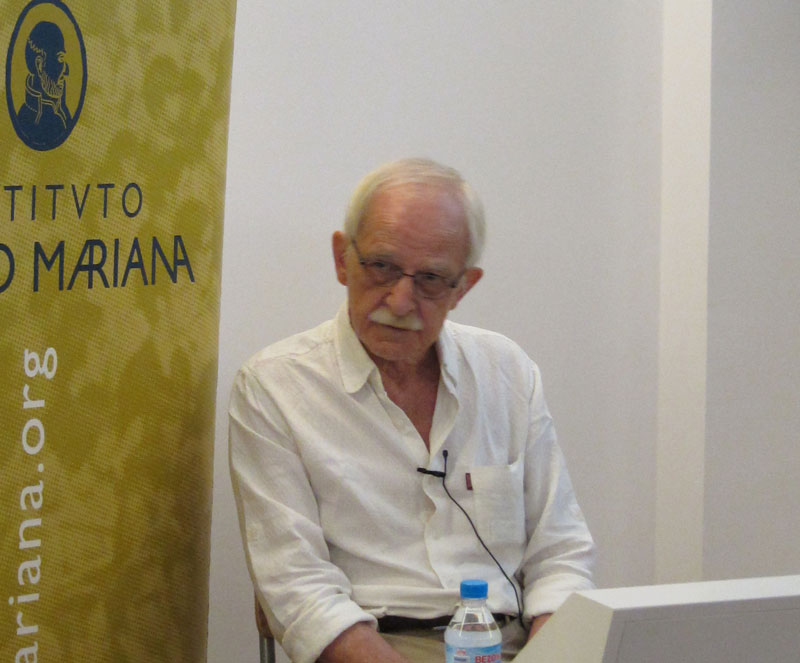
Antonio Escohotado, lauréat en 1991.

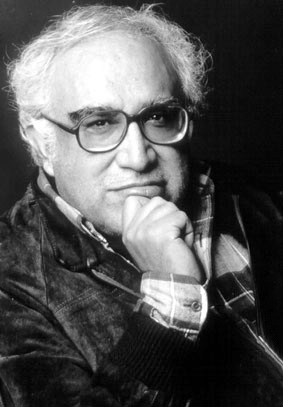
Carlos Monsiváis, lauréat en 2000.

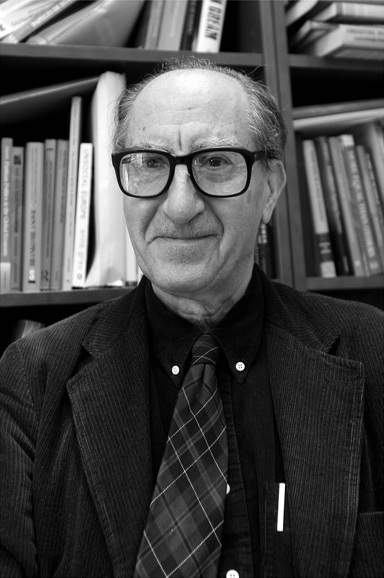
Vicenç Navarro, lauréat en 2002.

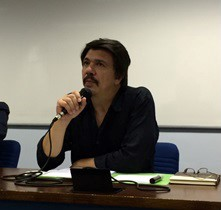
Dardo Scavino, lauréat en 2018.

Ce prix a été décerné depuis sa création en 1973 sans interruption, excepté en 1977, 1979 et 1988,, et les lauréats sont espagnols, sauf mention :
- 1973 – Xavier Rubert de Ventós (es) (1939-), pour La estética y sus herejías

— Non décerné à un accessit
- 1974 – Sebastià Serrano (es) (1944-), pour Elementos de lingüística matemática

— Accessits : Antonio Escohotado (1941-), pour De physis a polis. La evolución del pensamiento filosófico griego desde Thales a Sócrates ; Eduardo Subirats (es) (1947-), pour Utopía y subversión ; Jenaro Talens (ca) (1946-), pour El espacio y las máscaras. Introducción a la lectura de Cernuda
- 1975 – Eugenio Trías (es) (1942-2013), pour El artista y la ciudad

— Accessit : Fernando Cesarman (?-?,  Mexique), pour El ojo de Buñuel. Psicoanálisis desde una butaca
- 1976 – Enrique Gil Calvo (es) (1946-), pour Lógica de la libertad. Por un marxismo libertario

— Accessits : José Luis Pardo (es) (1954-), pour Transversales. Texto sobre los textos ; Luis Racionero (es) (1940-), pour Filosofías del underground
- 1977 – Non décerné

— Non décerné à un accessit
- 1978 – Jordi Llovet (es) (1947-), pour Por una estética egoísta. Esquizosemia

— Non décerné à un accessit
- 1979 – Non décerné

— Non décerné à un accessit
- 1980 – Pere Gimferrer (1945-), pour Lecturas de Octavio Paz

— Non décerné à un accessit
- 1981 – Juan García Ponce (es) (1932-2003, Mexique), pour La errancia sin fin: Musil, Borges, Klossowski

— Accessits : Francesc Hernández, Francesc Mercadé et Benjamín Oltra, pour La ideología nacional catalana ; Josep Muntañola (es) (1940-), pour Poética y arquitectura
- 1982 – Fernando Savater (1947-), pour Invitación a la ética

— Accessits : Magda Catalá (?-?), pour Reflexiones desde un cuerpo de mujer ; José Jiménez (?-?), pour El ángel caído
- 1983 – Luis Racionero (es) (1940-), pour Del paro al ocio

— Non décerné à un accessit
- 1984 – Antonio Elorza (1943-), pour La razón y la sombra. Una lectura política de Ortega y Gasset

— Non décerné à un accessit
- 1985 – Ángel López García (es) (1949-), pour El rumor de los desarraigados. Conflicto de lenguas en la península ibérica

— Non décerné à un accessit
- 1986 – Joaquim Lleixà (?-?), pour Cien años de militarismo en España

— Non décerné à un accessit
- 1987 – Carmen Martín Gaite (1925-2000), pour Usos amorosos de la posguerra española

— Accessit : Enrique Lynch (?-?,  Argentine), pour La lección de Scheherezade
- 1988 – Non décerné

— Non décerné à un accessit
- 1989 – Víctor Gómez Pin (es), pour Filosofía. El saber del esclavo

— Accessit : Vicente Verdú (es) (1942-), pour Días sin fumar
- 1990 – Josep Maria Colomer (es) (?-), pour El arte de la manipulación política

— Accessits : Pedro Azara (?-?), pour De la fealdad del arte moderno ; J. R. Llobera, pour La identidad de la antropología
- 1991 – Antonio Escohotado (1941-), pour El espíritu de la comedia

— Accessits : José Luis Brea (1957-2010), pour Las auras frías ; Óscar A. Guasch (?-?), pour La sociedad rosa
- 1992 – José Antonio Marina (es) (1939-), pour Deseo de ser piel roja. Novela familiar

— Accessits : Pedro Azara (?-?), pour Imagen de lo Invisible ; Sergio González Rodríguez (?-?, Mexique), pour El Centauro en el paisaje
- 1993 – Soledad Puértolas (1947-) (1er), pour Deseo de ser piel roja. Novela familiar

— Accessits : Norbert Bilbeny (es) (1953-), pour El idiota moral ; Enrique Ocaña (?-?), pour El Dioniso moderno y la farmacia utópica
- 1994 – Miguel Morey (es) (1950-), pour Los estados transparentes

— Accessits : Gurutz Jáuregui (?-?), pour La democracia en la encrucijada ; Julio Quesada (?-?), pour Ateísmo difícil
- 1995 – Javier Echevarría (1948-), pour Cosmopolitas domésticos

— Accessit : Santiago Alva Rico (?-?), pour Las reglas del caos. Apuntes para una antropología del mercado
- 1996 – Vicente Verdú (es) (1942-2018), pour El planeta americano

— Accessit : Gabriel Zaid (es) (1934-, Mexique), pour Los demasiados libros
- 1997 – Norbert Bilbeny (es) (1953-), pour La revolución en la ética. Hábitos y creencias en la sociedad digital

— Accessit : José Miguel G. Cortés (?-?), pour Orden y caos. Un estudio cultural sobre lo monstruoso en el arte
- 1998 – Alejandro Gándara (es) (1957-), pour Las primeras palabras de la creación

— Accessit : Mercedes Odina (es) et Gabriel Halevi, pour El factor fama
- 1999 – Manuel Delgado Ruiz (es) (1956-), pour El animal público. Hacia una antropología de los espacios urbanos

— Accessit : Miguel Dalmau (?-?), pour Los Goytisolo
- 2000 – Carlos Monsiváis (1938-2010, Mexique), pour Aires de familia. Cultura y sociedad en América Latina

— Accessit : Albert Forment (?-?), pour José Martínez : la epopeya de Ruedo Ibérico
- 2001 – Nora Catelli (es) (1946,  Argentine), pour Testimonios tangibles. Pasión y extinción de la lectura en la narrativa moderna

— Accessit : Helena Béjar (?-?), pour El mal samaritano. El altruismo en tiempos del escepticismo
- 2002 – Vicenç Navarro (1937-), pour Bienestar insuficiente, democracia incompleta. Sobre lo que no se habla en nuestro país

— Accessit : Tomás Abraham (es) (1946-, Argentine), pour Situaciones postales
- 2003 – Josep Casals (1955-), pour Afinidades vienesas. Sujeto, lenguaje, arte

— Accessit : Tomás G. Perdiguero (?-?), pour La responsabilidad social de las empresas en un mundo global
- 2004 – Jordi Gracia (es) (1965-), pour La resistencia silenciosa. Fascismo y cultura en España

— Accessit : Rafael del Águila (1953-2009), pour Sócrates furioso. El pensador y la ciudad
- 2005 – Manuel Cruz (1951-), pour Las malas pasadas del pasado. Identidad, responsabilidad, historia

— Accessit : J. Benito Fernández (es) (1956-), pour Eduardo Haro Ibars : los pasos del caído
- 2006 – Rafael Rojas Gutiérrez (es) (1965-,  Cuba), pour Tumbas sin sosiego. Revolución, disidencia y exilio del intelectual cubano

— Accessit : Pere Saborit (?-?), pour Vidas adosadas. El miedo a los semejantes en la sociedad contemporánea
- 2007 – Andrés Barba (es) (1965-) et Javier Montes (1976-), pour La ceremonia del porno

— Accessit : Antoni Martí Monterde (es) (1968-), pour Poética del Café. Un espacio de la modernidad literaria europea
- 2008 – Gustavo Guerrero (1957-,  Venezuela), pour Historia de un encargo : "La catira" de Camilo José Cela[4]

— Accessit : Andreu Domingo (?-?), pour Descenso literario a los infiernos demográficos
- 2009 – Jesús Ferrero (es) (1952-), pour Las experiencias del deseo. Eros y misos[5]

— Accessit : Agustín Fernández Mallo (es) (1967-), pour Postpoesía. Hacia un nuevo paradigma
- 2010 – Eloy Fernández Porta (es) (1974-), pour  €®O$ (Eros). La superproducción de los afectos[6]

— Accessit : Beatriz Preciado (1970-?), pour Pornotopía. Arquitectura y sexualidad en «Playboy» durante la guerra fría
- 2011 – Vicente Serrano (es) (1959-), pour La herida de Spinoza. Felicidad y política en la vida posmoderna[7]

— Accessit : Jorge Fernández Gonzalo (?-?), pour Filosofía zombi
- 2012 – José Ovejero (es) (1958-), pour La ética de la crueldad[8]

— Accessit : Graciela Speranza (?-?, Argentine), pour Atlas portátil de América Latina: arte y ficciones errantes
- 2013 – Luis Goytisolo (1935-), pour Naturaleza de la novela[9]

— Accessit : Jorge Carrión (1976-), pour Librerías
- 2014 - Sergio González Rodríguez (es) (1950-, Mexique), pour Campo de guerra[10]
- 2015 - Patricia Soley-Beltrán (es) (1962-), pour ¡Divinas! Modelos, poder y mentiras[11]

— Pas d'accessit
- 2016 - José Luis Pardo (es) (1954-), pour Estudios del malestar. Políticas de la autenticidad en las sociedades contemporáneas

— Accessit : Luciano Concheiro (Mexique), pour Contra el tiempo. Filosofía práctica del instante
- 2017 - Remedios Zafra (es) (1973-), El entusiasmo. Precariedad y trabajo creativo en la era digital

— Non décerné à un accessit
- 2018 - Dardo Scavino (1964-,  Argentine), pour El sueño de los mártires[13]

— Non décerné à un accessit
- 2019 - Daniel Gamper (es) (1969-), pour Las mejores palabras[14]

— Non décerné à un accessit
- 2020 - Pau Luque (es) (1982-, Espagne), pour Las cosas como son y otras fantasías. Moral, imaginación y arte narrativo[15]

— Non décerné à un accessit
- 2021 - Enrique Díaz Álvarez (?-, Mexique), pour La palabra que aparece. El testimonio como acto de supervivencia

— Accessit : Bernat Castany Prado (?-, Espagne), pour Una filosofía del miedo
- 2022 - Josep Maria Fradera (es) (1952-, Espagne), pour Antes del antiimperialismo. Genealogía y límites de una tradición humanitaria
- 2023 - Nadal Suau pour Curar la piel[16]
- 2024 - Lola López Mondéjar pour Sin relato[16]